# 金谷経氏
金谷 経氏（かなや つねうじ）は、南北朝時代の武将。

## 経歴・人物
金谷氏は上野国新田郡金谷発祥の新田義貞の一族。南朝方に属し、播磨丹生山城を拠点とした。のち同族の脇屋義助に従い伊予に赴く。観応2年/正平6年（1351年）9月7日、山城の石清水八幡宮を攻めるが敗れて自刃した。